# Подосоје (Врлика)
Подосоје је насељено мјесто у саставу града Врлике, Сплитско-далматинска жупанија, Република Хрватска.

## Географија
Налази се око 2 км југоисточно од Врлике, код Перућког језера. Чине га засеоци Шембрун, Стражине, Грабићи и Здуш.

## Историја
До територијалне реорганизације у Хрватској налазило се у саставу старе општине Сињ. Током рата у Хрватској Подосоје је било у саставу Републике Српске Крајине.

## Становништво
На попису становништва 2011. године, Подосоје је имало 194 становника.
| Број становника по пописима | Број становника по пописима | Број становника по пописима | Број становника по пописима | Број становника по пописима | Број становника по пописима | Број становника по пописима | Број становника по пописима | Број становника по пописима | Број становника по пописима | Број становника по пописима | Број становника по пописима | Број становника по пописима | Број становника по пописима | Број становника по пописима | Број становника по пописима |
| --------------------------- | --------------------------- | --------------------------- | --------------------------- | --------------------------- | --------------------------- | --------------------------- | --------------------------- | --------------------------- | --------------------------- | --------------------------- | --------------------------- | --------------------------- | --------------------------- | --------------------------- | --------------------------- |
| 1857.                       | 1869.                       | 1880.                       | 1890.                       | 1900.                       | 1910.                       | 1921.                       | 1931.                       | 1948.                       | 1953.                       | 1961.                       | 1971.                       | 1981.                       | 1991.                       | 2001.                       | 2011.                       |
| 523                         | 518                         | 563                         | 665                         | 933                         | 802                         | 743                         | 919                         | 865                         | 839                         | 669                         | 612                         | 492                         | 512                         | 251                         | 194                         |

Напомена: У 1991. повећано за бивши део насеља Виналић. У 1857, 1869, 1921, 1931, 1953. и 1961. део података садржан је у насељу Виналић.

### Попис 1991.
На попису становништва 1991. године, насељено место Подосоје је имало 512 становника, следећег националног састава:
| Попис 1991.‍  | Попис 1991.‍  | Попис 1991.‍ | Попис 1991.‍ | Попис 1991.‍ |
| ------------ | ------------ | ----------- | ----------- | ----------- |
|              |              |             |             |             |
| Хрвати       | Хрвати       |             | 368         | 71,87%      |
| Срби         | Срби         |             | 137         | 26,75%      |
| Југословени  | Југословени  |             | 1           | 0,19%       |
| неопредељени | неопредељени |             | 3           | 0,58%       |
| непознато    | непознато    |             | 3           | 0,58%       |
| укупно: 512  |              |             |             |             |

### Ранији пописи
| Националност       | 1991. | 1981. | 1971. |
| Хрвати             | 368   | 309   | 398   |
| Срби               | 137   | 138   | 181   |
| Југословени        | 1     | 17    |       |
| остали и непознато | 6     | 4     | 4     |
| Укупно             | 512   | 468   | 583   |

## Презимена
- Врањковић — Православци, славе Св. Јована
- Војновић — Православци, славе Св. Јована
- Ковачевић — Православци, славе Св. Јована
- Кречак — Православци, славе Св. Николу
- Насрадин — Православци, славе Св. Николу
- Радиша — Православци, славе Св. Јована
- Рацић — Православци, славе Св. Стефана
- Стојић — Православци, славе Ђурђевдан
- Тривић — Православци, славе Св. Николу
- Устић — Православци, славе Ђурђевдан
- Шкрбић — Православци, славе Часне вериге